# Зоолошки врт Кумаси
Зоолошки врт Кумаси је зоолошки врт који се налази у срцу града Кумаси у Ашанти региону државе Гане. Зоолошки врт заузима 1,5 квадратних километара, подручје између Кеџетиа аутобуске станице, стари тркачке стазе и Кумаси Центра за националну културу.

## Историја
Зоолошки врт основан је 1951. године и званично је отворен 1957. од стране Асантеман Савета како би се очувала природа и приказале аутохтоне дивље животиње Гане.

## Животињске врсте
Овај врт поседује 40 различитих врста животиња, са преко 135 јединки. Значајна карактеристика јесу хиљаде слепих мишева који почивају на дрвећу у зоолошком врту.